# Cloudlinux
ОС CloudLinux — это коммерческий дистрибутив Linux, предназначенный для провайдеров виртуального хостинга. Он разработан компанией-разработчиком программного обеспечения CloudLinux, Inc. ОС CloudLinux основана на операционной системе CentOS; он использует ядро OpenVZ и менеджер пакетов rpm.

## Обзор
ОС CloudLinux предоставляет модифицированное ядро, основанное на ядре OpenVZ. Главной особенностью является Lightweight Virtual Environment (LVE) — отдельная среда со своим процессором, памятью, IO, IOPS, количеством процессов и другими ограничениями. Переключение на ОС CloudLinux осуществляется с помощью предоставленного скрипта, который устанавливает ее ядро, переключает репозитории yum и устанавливает базовые пакеты для работы LVE. После установки сервер требует перезагрузки для загрузки только что установленного ядра. ОС CloudLinux не модифицирует существующие пакеты, поэтому можно загрузить предыдущее ядро обычным способом. cldeploy

## Создание AlmaLinux
1 февраля 2021 года CloudLinux выпустила первую бета-версию ОС AlmaLinux, бесплатной операционной системы, предназначенной для замены CentOS.
30 марта 2021 года, в тот же день, что и первый стабильный релиз, CloudLinux передал ответственность за разработку и управление проектом AlmaLinux OS Foundation. CloudLinux пообещала проекту ежегодную финансовую поддержку в размере 1 миллиона долларов, но больше не владеет проектом.